# Bregana
Bregana je naselje na Hrvaškem, ki upravno spada pod mesto Samobor (Grad Samobor) in je z okoli 2.000 prebivalci drugo največje naselje te teritorialne enote, ki je sicer del Zagrebške županije. Okoli leta 2000 je v Bregani živelo še 2.500 ljudi. Je mejno naselje ob istoimenski mejnem vodotoku, ki je dalo ime najpomembnejšemu mejnemu prehodu med Slovenijo in Hrvaško (mejni prehod za mednarodni promet Obrežje, Granični prijelaz Bregana) 

## Demografija
| Pregled števila prebivalcev po letih | Pregled števila prebivalcev po letih | Pregled števila prebivalcev po letih | Pregled števila prebivalcev po letih | Pregled števila prebivalcev po letih | Pregled števila prebivalcev po letih | Pregled števila prebivalcev po letih | Pregled števila prebivalcev po letih | Pregled števila prebivalcev po letih | Pregled števila prebivalcev po letih | Pregled števila prebivalcev po letih | Pregled števila prebivalcev po letih | Pregled števila prebivalcev po letih | Pregled števila prebivalcev po letih | Pregled števila prebivalcev po letih | Pregled števila prebivalcev po letih | Pregled števila prebivalcev po letih |
| ------------------------------------ | ------------------------------------ | ------------------------------------ | ------------------------------------ | ------------------------------------ | ------------------------------------ | ------------------------------------ | ------------------------------------ | ------------------------------------ | ------------------------------------ | ------------------------------------ | ------------------------------------ | ------------------------------------ | ------------------------------------ | ------------------------------------ | ------------------------------------ | ------------------------------------ |
| 1857                                 | 1869                                 | 1880                                 | 1890                                 | 1900                                 | 1910                                 | 1921                                 | 1931                                 | 1948                                 | 1953                                 | 1961                                 | 1971                                 | 1981                                 | 1991                                 | 2001                                 | 2011                                 | 2021                                 |
| 308                                  | 300                                  | 359                                  | 422                                  | 441                                  | 419                                  | 362                                  | 455                                  | 460                                  | 799                                  | 1567                                 | 1632                                 | 1794                                 | 2344                                 | 2528                                 | 2440                                 | 2198                                 |